# Порт Диксон
Ди́ксон — российский арктический морской порт, расположенный на побережье Карского моря у входа в Енисейский залив. Находится в восточной части посёлка Диксон Красноярского края — на материке.
Порт используется для обеспечения жизнедеятельности посёлка Диксон, военных объектов, арктических экспедиций и полярных станций, а также для гидрометеорологического и гидрографического обслуживания трассы Севморпути.

## История
Решение о строительстве морского порта Диксон было принято на основании Постановления Главсевморпути № 47 от 22 мая 1934 года. Предполагалось, что порт станет базовым на трассе Северного морского пути для обеспечения стоянки и бункеровки судов углём. Возведение порта и посёлка началось в июле того же года силами 145 строителей, прибывших из Игарки и Архангельска. В 1936 году были построены причалы на острове Конус, через которые в первую же навигацию было принято 3 тыс. тонн угля. В 1939 году на каменном основании был заложен главный причал, который был сдан в эксплуатацию летом 1941 года. В 1942 году угольные причалы были разрушены при обстреле немецким крейсером «Адмирал Шеер». В 1958 году была произведена реконструкция причала с надрубкой ряжа и установкой двух новых портальных кранов «Каяр». К середине 1970-х годов портом были построены новое здание управления, пятиэтажный жилой дом, склады, овощехранилище.
До 1995 года Диксонский морской порт являлся государственным предприятием и находился в подчинении Департамента морского транспорта Минтранса России. В 1995 году был передан в состав Норильского комбината и до 2004 года являлся структурным подразделением Дудинского морского порта Заполярного филиала ОАО «ГМК „Норильский никель“». С 1 ноября 2004 года был реорганизован в МУП «Диксонский морской порт».
В настоящее время общий износ основных фондов и средств предприятия достигает 70 %. Часть зданий порта не используется, находится в состоянии консервации.
В 2020 году в порту Диксон установлен морской грузовой постоянный многосторонний пункт пропуска через государственную границу РФ.
С сентября 2023 года в 70 км южнее посёлка Диксон для отгрузки угля в Китай заработал новый угольный терминал «Енисей», который относится к участку №2 порта Диксон. Навигация здесь круглогодичная.

## Описание порта
Период летней навигации в порту приходится на июнь—сентябрь (октябрь). Зимняя навигация возможна круглогодично при обеспечении проводки судов ледокольным флотом.
Пропускная способность порта составляет 50 тыс. т. генеральных грузов и 150 тыс. т. навалочных грузов.
Действующими причалами являются:
- № 1, 2 — для генеральных грузов (длиной по 100 метров каждый с глубинами 14 м);
- № 7 — для нефтепродуктов;
- пассажирские — на о. Диксон и в бухте Портовая (глубиной 5 м).

Вспомогательные причалы на о. Конус — Южный для отстоя судов и Западный для ремонта судов, а также топливный причал на о. Сахалин в настоящее время не используются.

### Маршрутная сеть

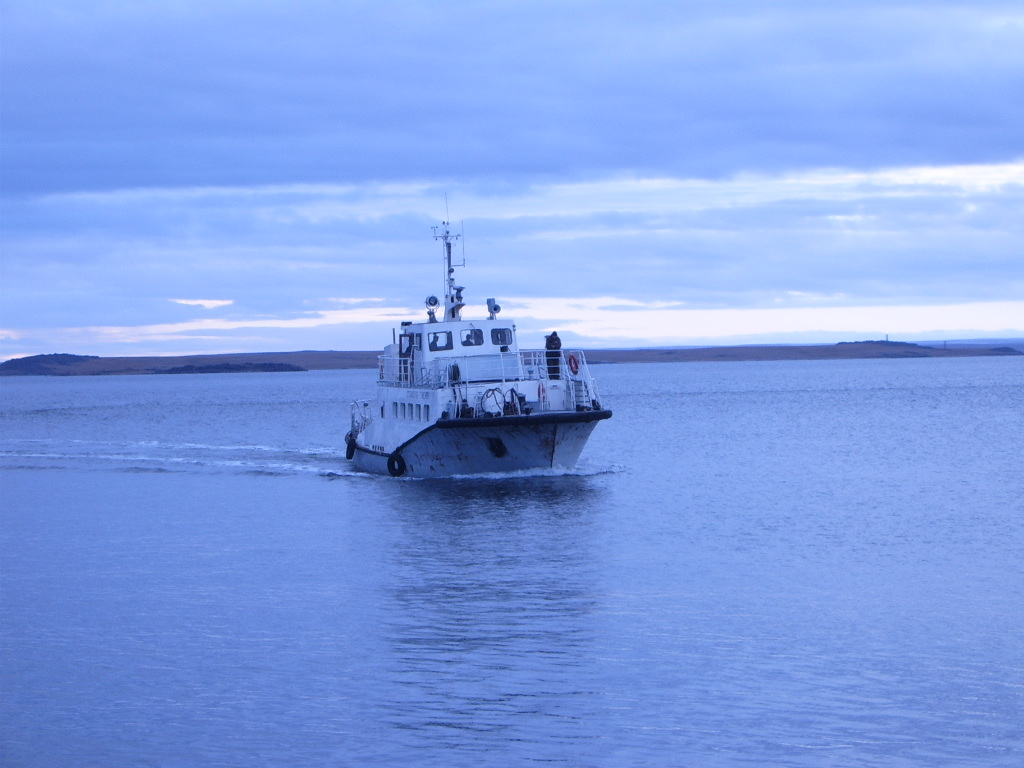
Катер «Станислав Гуменюк» на рейде Диксона

Основной грузопоток в Диксон направляется из морского порта Дудинка по Енисейскому заливу. Также возможен, но ныне почти не используется водный путь по реке Пясина до порто-пункта Валёк, расположенном на территории городского округа город Норильск.
Морской порт в летний период осуществляет регулярные пассажирские перевозки между материковой и островной частями посёлка Диксон посредством катера «Станислав Гуменюк».

### Производственная инфраструктура
Для хранения грузов используются крытый склад площадью 10 тыс. м² и открытый склад площадью 4 тыс. м².
В порту действуют 3 портальных крана, 3 гусеничных автокрана, 1 колесный автокран, 4 автопогрузчика.

### Грузооборот
| Грузооборот, тыс. т | Грузооборот, тыс. т | Грузооборот, тыс. т | Грузооборот, тыс. т | Грузооборот, тыс. т | Грузооборот, тыс. т | Грузооборот, тыс. т | Грузооборот, тыс. т |
| 1989                | 2003                | 2005                | 2006                | 2007                | 2008                | 2009                | 2010                |
| ------------------- | ------------------- | ------------------- | ------------------- | ------------------- | ------------------- | ------------------- | ------------------- |
| 130,0               | ▼12,0               | ▼9,5                | ▲12,5               | ▼12,2               | ▲12,4               | ▼11,79              | ▼11,71              |

## Перспективы
Предполагается реконструкция и расширение имеющихся причалов для организации приёма всей номенклатуры генеральных грузов перспективного проекта разработки Сырадасайского месторождения коксующихся углей, а также строительство нового балкерного терминала, предназначенного для погрузки добытого угля.

## Терминалы
Общее количество причалов — 2.
Основные операторы морских терминалов:
- Таймырская энергетическая компания — 2